# L'Esquirol Poruc
L'Esquirol Poruc és el protagonista de la col·lecció de llibres infantils que porta el seu nom publicats en català per Castellnou Edicions. El primer llibre del personatge creat per Mélanie Watt es va publicar al març del 2006 per l'editorial canadenca Kids Can Press.
L'Esquirol Poruc és espantadís i insegur. Mai no abandona el seu roure perquè és massa perillós: podria ensopegar amb taràntules, marcians verds, gèrmens o abelles assassines. Per això s'estima més quedar-se al seu arbre, on tots els dies són iguals i on té preparats l'equip d'emergència i el pla de fuga. Però una sèrie d'aventures inesperades i emocionants trencaran tots els plans d'aquest rosegador de somriure nerviós i l'obligaran a explorar el temible inconegut.

## Coses que espanten l'Esquirol Poruc
L'Esquirol Poruc
Les taràntules, l'heura verinosa, els marcians verds les abelles assassines, els gèrmens i els taurons.
L'Esquirol Poruc fa un amic
Les morses, els conillets, els castors, les piranyes i en Godzilla.

## Títols publicats
- WATT, M. L'Esquirol Poruc. Barcelona: Castellnou Edicions, 2010. 978-84-89625-66-2
- WATT, M. L'Esquirol Poruc fa un amic. Barcelona: Castellnou Edicions, 2010. 978-84-89625-67-9
- WATT, M. L'Esquirol Poruc de nit. Barcelona: Castellnou Edicions, 2011. 978-84-15206-10-1
- WATT, M. L'Esquirol Poruc es prepara per al Nadal. Barcelona: Castellnou Edicions, 2011. 978-84-174064-9-3
- WATT, M. L'Esquirol Poruc i la festa d'aniversari. Barcelona: Castellnou Edicions, 2019. 978-84-17406-75-2

## PremisScaredy Squirrel
- Estats Units
  - CALA’s Notable Children's Books
  - Independent Publisher Book Awards – Picture Books 6 and under (Bronze)
  - Children's and YA Bloggers' Literary Awards - Cybils
  - NCTE Notable Children's Books in Language Arts
- Canadà
  - Ruth and Sylvia Schwartz Children's Book Award for Children's Picture Book
  - OLA Blue Spruce Award 2007 & 2008
  - Amelia Frances Howard-Gibbon Illustrator's Award
- França
  - Le Prix de la Librairie Millepage in Vincennes, 2006
- Regne Unit
  - Richard & Judy Book Club Selection